# Olonia maura
Olonia maura är en insektsart som först beskrevs av Fabricius 1775.  Olonia maura ingår i släktet Olonia och familjen Eurybrachidae. Inga underarter finns listade i Catalogue of Life.